# Brazilië van A tot Z

locatie van Brazilië

## A
Acerola - Acre (staat) - Ademir - Carine Adler - Aglomeração Urbana de São Luís - Agreste Alagoano - Afonso Cláudio (microregio) - Afro-Brazilianen - Alagoana do Sertão do São Francisco - Alagoas - Alagoinhas (microregio) - José Aldo - Alegre (microregio) - Aleijadinho - Allerheiligenbaai - Éder Aleixo - Alter do Chão (Brazilië) - Belmiro de Almeida - Alto Mearim e Grajaú - Alto Solimões - Michelle Alves - Antarctica (bier) - Jorge Amado - AMAN - Amapá (microregio) - Amapá (staat) - Amazonas (Brazilië) - Amazonebekken - Amazoneregenwoud - Amazone (rivier) - AmBev - Pedro Américo - Rodolfo Amoedo - Anápolis (microregio) - Andiroba - Mário de Andrade - Angra - Angra dos Reis - Anicuns (microregio) - Aartsbisdom Aparecida - Aartsbisdom Aracaju - Aragarças (microregio) - Arapiraca (microregio) - Arcovomer passarellii - Arriba Saia - Machado de Assis - Atol das Rocas - Aweti (volk)

## B
Baai van Guanabara - Héctor Babenco - Cervejaria Baden Baden - Bahia (staat) - Baixada Maranhense - Baixo Curu - Baixo Jaguaribe - Baixo Parnaíba Maranhense - Banco Central do Brasil - Bandeirante (Santa Catarina) - Bandeirantes do Tocantins - Bandeirantes (Mato Grosso do Sul) - Bandeirantes (ontdekkingsreizigers) - Bandeirantes (Paraná) - Ruy Barbosa - Barra (microregio) - Barra de São Francisco (microregio) - Barreiras (microregio) - BR-153 - Rubens Barrichello - Barro (microregio) - Alex Barros - Ary Barroso - Basiliek Onze-Lieve-Vrouw van Aparecida - Batalha (microregio) - Baturité (microregio) - Beijinho - Beiju - Belém (Pará) - Belo Horizonte (gemeente) - Berimbau - Beto Carrero World - Jorge Ben Jor - Bio-ethanol - Boca do Acre (microregio) - Bevolking van Brazilië - Biënnale van São Paulo - Bier in Brazilië - Blumenau - Boa Nova (Nationaal park) - Bohemia - Bom Jesus da Lapa (microregio) - Boquira (microregio) - Gustavo Borges - João Bosco - Bossanova - Aartsbisdom Botucatu - Bovespa - Alice Braga -  Sônia Braga - Brahma (bier) - Brasil Kirin - Brasiléia (microregio) - Brasilia - Aartsbisdom Brasilia - Braskem - Loalwa Braz Vieira - Brazielhout - Braziliaans Jiu Jitsu - Braziliaans Portugees - Braziliaans voetbalelftal - Braziliaanse Academie voor Wetenschappen - Braziliaanse keuken - Braziliaanse landmacht - Braziliaanse literatuur - Braziliaanse luchtmacht - Braziliaanse marine - Braziliaanse Onafhankelijkheidsoorlog - Braziliaanse Partij van de Democratische Beweging - Braziliaanse real - Braziliaanse rubberboom - Braziliaanse strijdkrachten - Braziliaanse tapir - Braziliaanse voetbalbond - Braziliaanse zwerfspin - Braziliaanse Instituut voor Milieu en Hernieuwbare Natuurlijke Hulpbronnen - Brazilië - Brazilië op de Olympische Spelen - Brejo Santo (microregio) - Ricardo Brennand - BRIC - Brigadeiro - Brumado (microregio) - Chico Buarque - Maria Bueno - Gisele Bündchen - Búzios

## C
Pedro Álvares Cabral - Evaldo Cabral de Mello - Cachaça - Cachoeiro de Itapemirim (microregio) - Caipirinha - Cafú - Hélder Câmara - Hebe Camargo - Camõesprijs - Campos Amazônicos (nationaal park) - Campos Gerais (nationaal park) - Campeonato Brasileiro Série A - Campina Grande - Aartsbisdom Campo Grande - Candomblé - Canindé (microregio) - Flávio Canto - Caparaó (nationaal park) - Cape to Rio Yacht Race - Capoeira - Capibara - Watervallen van Caracol - Carambeí - Fernando Henrique Cardoso - Careca - Caririaçu (microregio) - Roberto Carlos (voetballer) - Roberto Carlos (zanger) - Carnaval in Rio de Janeiro - Cascata do Caracol - Cascavel (microregio in Ceará) - Aartsbisdom Cascavel - Hélio Castroneves - Catalão (microregio) - Cataratas do Iguaçu - Catimbau (nationaal park) - Catu (microregio) - Cauim - Cavernas do Peruaçu (nationaal park) - Caxias (microregio) - Dori Caymmi - Ceará (staat) - Central do Brasil (film) - Central Espírito-Santense - Centro Amazonense - Centro Goiano - Centro Maranhense - Centro-Norte Baiano - Centro-Sul Baiano - Centro-Sul Cearense - Ceres (microregio) - Céu - Chapada Diamantina - Chapada do Araripe - Chapada dos Veadeiros - Chapadas das Mangabeiras - Chapadas do Alto Itapecuru - Chapadinha (microregio) - Chimarrão - Chorozinho (microregio) - Christus de Verlosser - Cidade de Deus - Aartsbisdom Cuiabá - César Cielo - Chapada das Mesas (nationaal park) - Chapada dos Guimarães (nationaal park) - Chico Science - Choro - Circuit van Jacarepagua - Coari (microregio) - Codó (microregio) - Coelho Neto (microregio) - Paulo Coelho - Colatina (microregio) - Companhia Siderúrgica Nacional - Copacabana (Rio de Janeiro) - Coreaú (microregio) - Costa do Sol (Brazilië) - Gal Costa - Lucio Costa - Paulinho da Costa - Cotegipe (microregio) - Oswaldo Cruz - Cruzeiro - Cruzeiro do Sul (microregio) - Cubatão - Cumã - Leandro Cunha - Curitiba - Aartsbisdom Curitiba

## D
Marcos Daniel - Democraten (Brazilië) - Eumir Deodato - Deus e o Diabo na Terra do Sol - Djavan - Doce - Dona Flor e seus dois maridos - Carlos Drummond de Andrade

## E
Editora Abril - Cervejaria Eisenbahn - Giovane Elber - Embraer - Embu (Brazilië) - Entorno de Brasília -
Entre Rios (microregio) - Espírito Santo - Estádio da Gávea - Estádio Nacional de Brasília - Estado Novo (Brazilië) - Euclides da Cunha (microregio) - Exposição Internacional do Centenário da Independência - Extremo Oeste Baiano

## F
Farofa - Favela - Federaal District (Brazilië) - Federale Universiteit van Rio de Janeiro - Feijoada - Feira de Santana (microregio) - Aartsbisdom Feira de Santana - Fernando de Noronha - Fernando de Noronha (eiland) - João Figueiredo - Fiocruz - Fila brasileiro - Vera Fischer - Aartsbisdom Florianópolis - Emerson Fittipaldi - Folha de S.Paulo - Forró - Fort Oranje (Nieuw-Holland) - Fortaleza (microregio) - Frevo

## G
G1 (website) - Garrincha - Geelborstkapucijnaap - Ernesto Geisel - Gerais de Balsas - Gilberto Gil - Gisele Bündchen - João Gilberto - Garota de Ipanema - Goiânia (microregio) - Aartsbisdom Goiânia - Goiás (stad) - Goiás (staat) - Carlos Gomes - Heurelho da Silva Gomes - Luiz Gonzaga - Goudparkiet - Gouden leeuwaapje - Hélio Gracie - Royce Gracie - Grand Prix van Brazilië - Marco Greco - Groenvleugelara - Grupo Petrópolis - Guanambi (microregio) - Guarana - Guaraní (volk) - Guarapari (microregio) - Guilandina echinata - Gurupi

## H
H.Stern - João Havelange - Hermeto Pascoal - Historia Naturalis Brasiliae - Holambra - Hopi Hari - Huka-huka - Hyperinflatie in Brazilië

## I
IBAMA - Ibiapaba - Iguaçu (nationaal park) - Iguaçu (rivier) - Iguaçu (rivier in Rio de Janeiro) - Iguatu (microregio) - Ilha Grande (Rio de Janeiro) - Ilha Grande (Sergipe) - Ilhéus - Ilhéus-Itabuna - Imperatriz (microregio) - Inbev - Inheemse Brazilianen - Inheemse gebieden van Brazilië - Instituto Brasileiro de Geografia e Estatística - Instituto Plantarum - Instituto Ricardo Brennand - Interlagos-circuit - Ipanema (rivier) - Ipanema (wijk) - Iporá (microregio) - Ipu (microregio) - Irecê (microregio) - ISO 3166-2:BR - Itaberaba (microregio) - Itacoatiara (microregio) - Itaipudam - Itapecuru Mirim (microregio) - Itapemirim (microregio) - Itapetinga (microregio) - Itapipoca (microregio) - Itaquai (rivier) - Itatiaia - Itaboraí-bekken - Ituí (rivier)

## J
Jacobina (microregio) - Jaguaribe (mesoregio) - Jairzinho - Japeri - Japurá (microregio) - Jardim Botânico do Rio de Janeiro - Jequié (microregio) - Jeremoabo (microregio) - João en het mes - Antônio Carlos Jobim - Juazeiro (microregio) - Juiz de Fora - Juruá (microregio) - Juruá (rivier)

## K
Kaiabi (volk) - Kaká - Kamaiurá (volk) - 
Karipuna do Amapá -
Kathedraal van São Paulo - Kerk van Onze-Lieve-Vrouw van Candelária - Kid Abelha - Kiss of the Spider Woman (1985) - Koffieplant - Koloniaal Brazilië - Koperzalm - Juscelino Kubitschek - Gustavo Kuerten - Kuluene

## L
Lambada - Lampião - Lavras da Mangabeira (microregio) - Lençóis Maranhenses (microregio) - Maria Lenk - Leste Alagoano - Leste Goiano - Leste Maranhense - Adriana Lima - Silvana Lima - Linhares (microregio) - Litoral de Aracati - Litoral de Camocim e Acaraú - Litoral Norte Alagoano - Litoral Norte Espírito-Santense - Litoral Ocidental Maranhense - Livramento do Brumado - Edu Lobo - Ilha dos Lobos - Aloísio Lorscheider - Denílson Lourenço - Vanderlei Luxemburgo

## M
Macapá (gemeente) -
Macapá (microregio) -
Maceió (microregio) -
Aartsbisdom Maceió -
Ana Maria Machado -
Macushi -
Madeira (microregio) -
Malcom Filipe Silva de Oliveira
Manaus (microregio) -
Maracanã (Pará) -
Maracanã (stadion) -
Marajó -
Maranhão -
Marinha do Arvoredo -
Marta -
Felipe Massa -
Mata Alagoana -
Mato Grosso -
Mato Grosso do Sul -
Maú
Mazagão (microregio) -
Roberto Medina -
Médio Curu -
Médio Jaguaribe -
Médio Mearim -
Meia Ponte -
Chico Mendes -
Sarah Menezes -
Meruoca (microregio) -
Mesoregio -
Metropolitana de Fortaleza -
Metropolitana de Salvador -
Microregio -
Minas (kaas) -
Minas Gerais -
Carmen Miranda -
Miúcha -
Montanha (microregio) -
Marisa Monte -
Fernanda Montenegro -
Moqueca -
Vinicius de Moraes -
Tamires Morena Lima -
Joyce Moreno -
Museu de Arte de São Paulo -
Museu de Arte Moderna do Rio de Janeiro -
Museu Goeldi -
Música Popular Brasileira

## N
Matheus Nachtergaele -
Nambikwara -
Alexandra do Nascimento - 
Milton Nascimento -
Johan Maurits van Nassau-Siegen -
Nathan Allan de Souza -
Nationale Bibliotheek van Brazilië -
Nationaal Congres (Brazilië) -
Nationaal Museum van Brazilië -
Nationaal park Itatiaia -
Nationaal park van de Jaú -
Nationaal park Lençóis Maranhenses -
Nationaal park Serra da Canastra -
Nationaal park Serra da Capivara -
Nederlands-Brazilië -
Ismael Nery -
Antonio Jorge Neto - 
Tancredo Neves -
Neymar -
Oscar Niemeyer -
Aartsbisdom Niterói -
Nordeste Baiano -
Noroeste Cearense -
Noroeste Espírito-Santense -
Noroeste Goiano -
Norte Amazonense -
Norte Cearense -
Norte do Amapá -
Norte Goiano -
Norte Maranhense -
Nova Venécia (microregio) - Novo Hamburgo

## O
Oeste Maranhense -
Oiapoque (microregio) - 
Tomie Ohtake - 
Oktoberfest van Blumenau - 
Olinda - 
Aartsbisdom Olinda e Recife -
Orinduikwatervallen

## P
Pacajus (microregio) - Carlos Pace - José Padilha - Paleis van São Cristóvão -
Palikur - 
Palmeira dos Índios (microregio) - Pantanal - Pará - Guilherme Paraense - Paraíba - Paraíba Fluminense Vallei (microregio) - Paraíba do Sul - Aartsbisdom Paraíba - Paraná (rivier) - Paraná (staat) - Paranoot - Paraty - Pardo (rivier) - Parnaíba (rivier) - Parintins (microregio) - Antônio Parreiras - Parque das Aves - Passiflora racemosa - Aartsbisdom Passo Fundo - Paulo Afonso (microregio) - Pedro I van Brazilië (keizer) - Pedro II van Brazilië (keizer) - Pelé - Aartsbisdom Pelotas - Penedo (gemeente) - Penedo (microregio) - Pernambuco - Alex Pereira - Thiago Pereira - Petrobras - Petrópolis - Piauí - Pico da Neblina - Daniela Piedade - Pindaré - Nelson Piquet - Piranha - Pires do Rio (microregio) - Ponta Grossa - Porangatu (microregio) - Diogo Portela - Aartsbisdom Porto Alegre - Porto Franco (microregio) - Porto Seguro (microregio) - Portugese Brazilianen - Presidente Dutra (microregio) - Presidente Dutra (snelweg) - Proclamatie van de Republiek Brazilië - Purus

## Q
Quilombo - Quarup - Quirinópolis (microregio) - Quixito (rivier)

## R
Bruno Rangel -
Recife - 
Elis Regina - 
Regio (Brazilië) -
Regio Centraal-West -
Regio Noord (Brazilië) -
Regio Noordoost (Brazilië) -
Regio Zuid (Brazilië) -
Regio Zuidoost (Brazilië) -
Republiek van Acre - 
Ribeira do Pombal (microregio) - Paulo Ricardo - Rio Branco (microregio) - Rio de Janeiro (stad) -
Rio de Janeiro (staat) -
Rio Grande do Norte -
Rio Grande do Sul -
Rio Negro (Amazonas) -
Rio Preto da Eva (microregio) -
Rio Vermelho - Rivaldo - Roberto Rivellino - Rock in Rio - Rodoanel Mário Covas - Romário - Ronaldinho - Ronaldo -
Rondônia - Marc van Roosmalen - Roraima -
Roraima-formatie -
Rosário (microregio) - 
Dilma Rousseff

## S
Walter Salles - Salvador (microregio) - Salvador (stad) - Samba - Santa Catarina (Brazilië) - Aartsbisdom Santa Maria - Santa Maria da Vitória (microregio) - Santana do Ipanema (microregio) - Santa Quitéria (microregio) - Santarém (Pará) - Santa Teresa (microregio) - Santo Antônio de Jesus (microregio) - Santos - Alberto Santos-Dumont - Gylmar dos Santos Neves - São Francisco (rivier) - São Mateus (microregio) - São Miguel das Missões (missie) - São Miguel do Araguaia (microregio) - São José dos Campos (stad) - São Miguel dos Campos (microregio) - São Paulo (stad) - São Paulo (staat) - São Vicente (São Paulo) - Robert Scheidt - Fernando Scherer - Sciogriphoneura brunnea - Luiz Felipe Scolari - Seabra (microregio) - Sena Madureira (microregio) - Ayrton Senna - Senhor do Bonfim (microregio) - Sepultura - Sergipe - Serra do Mar - Serra do Pereiro - Serrana do Sertão Alagoano - Serrana dos Quilombos - Serrinha (microregio) - Sertão - Sertão Alagoano - Sertão de Crateús - Sertão de Inhamuns - Sertão de Quixeramobim - Sertão de Senador Pompeu - Sertões Cearenses - Adhemar da Silva - Anderson Silva - Fernanda da Silva - Luiz Inácio Lula da Silva - Wanderlei Silva - Sinaasappelsap - Sisal (vezel) - Sobral (microregio) - Sócrates - Solimões - Aartsbisdom Sorocaba - Staatsgreep in Brazilië (1964) - Sudoeste Amazonense - Sudoeste de Goiás - Suikerbroodberg - Sul Amazonense - Sul Baiano - Sul Cearense - Sul do Amapá - Sul Espírito-Santense - Sul Goiano - Sul Maranhense - Synagoge Kahal Zur Israel

## T
TAM Linhas Aéreas - 
Tarauacá (microregio) - 
Tefé (microregio) - 
Telenovela - 
Teresópolis - 
Territoriale indeling van Acre - 
Territoriale indeling van Alagoas - 
Territoriale indeling van Amapá -
Territoriale indeling van Amazonas - 
Territoriale indeling van Bahia -
Territoriale indeling van Brazilië - 
Territoriale indeling van Ceará -
Territoriale indeling van Espírito Santo - 
Territoriale indeling van Goiás -
Territoriale indeling van Maranhão - 
Territoriale indeling van Mato Grosso -
Territoriale indeling van Mato Grosso do Sul - 
Territoriale indeling van Minas Gerais -
Territoriale indeling van Pará - 
Territoriale indeling van Paraíba -
Territoriale indeling van Paraná - 
Territoriale indeling van Pernambuco -
Territoriale indeling van Piauí - 
Territoriale indeling van Rio de Janeiro -
Territoriale indeling van Rio Grande do Norte - 
Territoriale indeling van Rio Grande do Sul -
Territoriale indeling van Rondônia - 
Territoriale indeling van Roraima -
Territoriale indeling van Santa Catarina - 
Territoriale indeling van São Paulo -
Territoriale indeling van Sergipe - 
Territoriale indeling van Tocantins - 
Thiago Rodrigues da Silva - 
Tiradentes - 
Tocantins (rivier) - 
Tocantins (staat) - 
Traipu (microregio) - 
Triângulo Mineiro - 
Tropa de Elite - 
Tupi (taal) -
Turma da Mônica

## U
Ubatuba - Aartsbisdom Uberaba - Uberlândia - Universidade Estadual do Paraná - Universiteit van Brasilia - Uruburetama (microregio) - Universiteit van São Paulo

## V
Vale do Acre - Vale do Javari - Vale do Juruá - Vale do Paraíba - Vale do Rio dos Bois - Vale (bedrijf) - Vale São Francisco da Bahia - Valença (microregio) - Alceu Valença - Vão do Paranã - Getúlio Vargas - Varig - Várzea Alegre (microregio) - Veja - Caetano Veloso - Verdrag van Rio de Janeiro - Verenigd Koninkrijk van Portugal, Brazilië en de Algarve - Victoria regia - Heitor Villa-Lobos - Villegagnon (eiland) - Vitória (microregio) - Aartsbisdom Vitória - Vitória da Conquista (microregio) - Aartsbisdom Vitória da Conquista - Vladimir Herzog Prijs - Voetbal in Brazilië - Volta Redonda - Vrede van Den Haag

## W
João Maurício Wanderley - 
Wapen van Acre - 
Wapen van Belo Horizonte - 
Wapen van Fortaleza - 
Wapen van Rio de Janeiro (staat) - 
Wapen van Rio de Janeiro (stad) - 
Wapen van Salvador - 
Wapen van Sergipe - 
Wapen van São Paulo (staat) - 
Wapen van São Paulo (stad) - 
Wapishana -
Washington-akkoorden - 
Wayampi -
Pedro Weingärtner

## X
Xavante - 
Parque Indígena do Xingu - 
Xingu (bier) - 
Xingu (film) - 
Xingu (rivier) - 
Xingu (volk) -
Xuxa

## Z
Mário Zagallo - 
Arthur Zanetti - 
Zico - 
Zoetzak - 
Zumbi